# Jonah Barrington (squash)
Pour les articles homonymes, voir Jonah Barrington.
Jonah Barrington, né le 29 avril 1941, est un joueur  de squash représentant l'Irlande. Il est considéré comme l'un des plus grands joueurs de tous les temps. Il s'imposa à 6 reprises au British Open qui était alors considéré comme le plus important tournoi de l'année dans ce sport. Il est intronisé en 1993 dans le Temple de la renommée du squash. Il est le père du joueur de squash Joey Barrington.

## Biographie
Jonah Barrington est né dans les Cornouailles, en Angleterre, mais a joué toute sa vie en simple pour l'Irlande. Ses plus grands succès sont ses six titres du British Open, qui à l'époque étaient considérés comme le championnat du monde non officiel. Il remporte le tournoi pour la première fois en 1967 contre Aftab Jawaid et défend le titre en 1968 contre Abdelfattah Ahmed Aboutaleb. En 1969, il manque la finale, mais remporte le titre entre 1970 et 1973. Il bat Geoff Hunt à deux reprises, ainsi que Gogi Alauddin et Aftab Jawaid à nouveau. En 1974, il est en lice pour obtenir un septième titre égalant ainsi le record de Hashim Khan mais il se fait surprendre en quart de finale au terme d'une partie mémorable par Mo Yasin qui devient instantanément un héros national. En 1980, il devient champion britannique après une victoire finale contre Gawain Briars.
Avec l'équipe nationale britannique, il participe aux championnats du monde par équipes en 1967 et 1969, battue à chaque fois en finale.

## Palmarès

### Titres
- British Open : 6 titres (1967, 1968, 1970-1973)
- Championnats britanniques : 1980

### Finales
- Championnats du monde par équipes: 2 finales (1967, 1969)